# Cinéma espérantophone
La langue internationale équitable espéranto est née quelques années avant le cinématographe.
Du fait qu'elle soit soutenue par des individus et des associations, ceux-ci ne disposaient généralement pas des moyens nécessaires à la réalisation d'un long métrage. Plus fréquents sont les clins d'œil à l'espéranto comme dans Le Dictateur de Charlie Chaplin.
Avec l'apparition du web 2.0, il est devenu plus facile aux espérantophones et aux associations d'espéranto de diffuser de petites séquences vidéos (films éducatifs, documentaires sur les congrès...) par internet ou de créer des sous-titres de façon collaborative.

## Réalisateurs espérantophones
- Lorjak
- François Randin

## Compagnies de production espérantophones

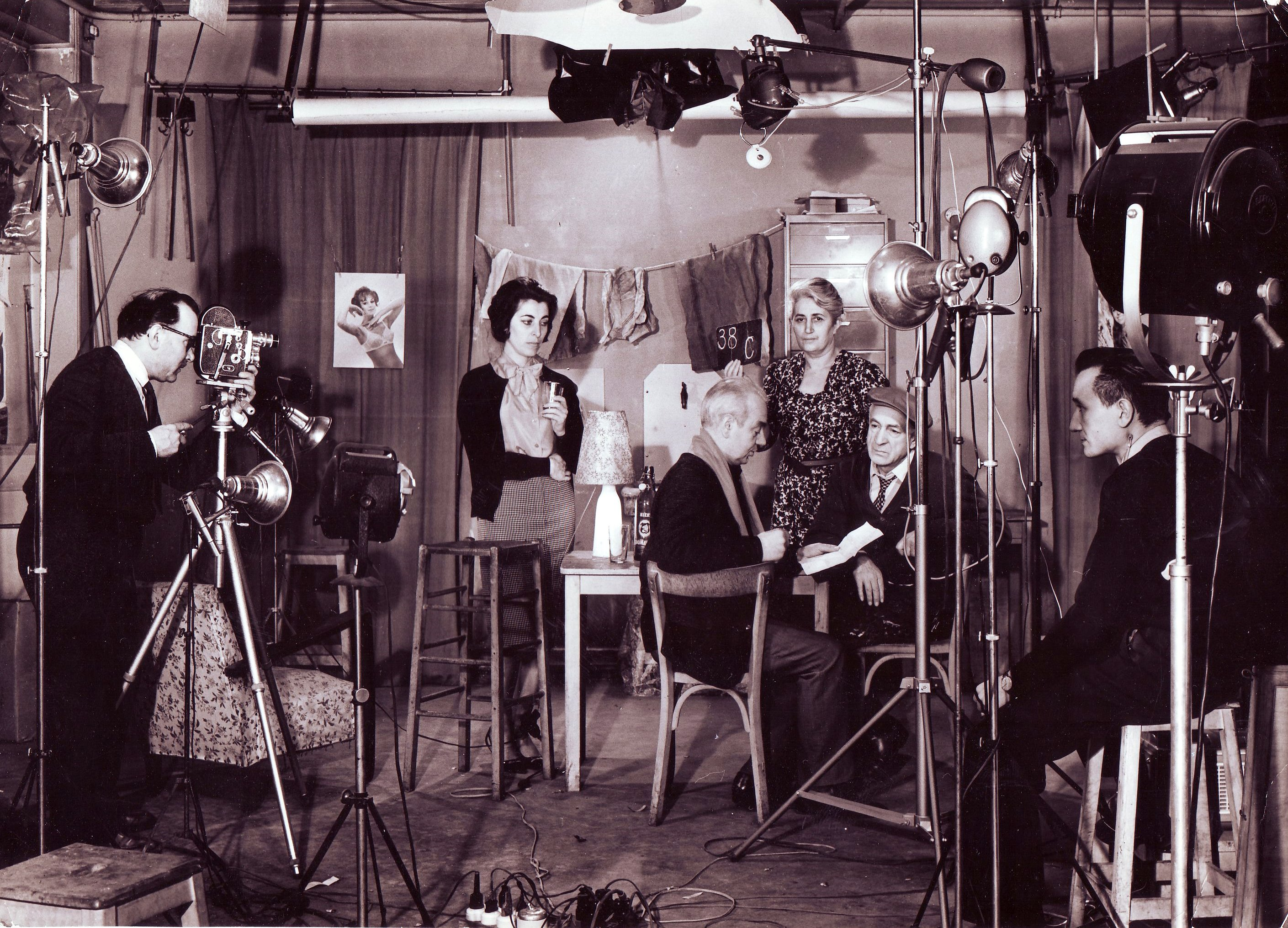
Angoroj

- LF-koop
- NANDIR
- Imagu-Filmo

## Films en espéranto

### Longs métrages en espéranto
- 1964 : Angoroj, le premier film utilisant l'espéranto en version originale
- 1966 : Incubus, le premier film américain en espéranto en version originale
- 1987 : La graveco de l' fideliĝo, première pièce de théâtre filmée en espéranto
- 1988 : Babel'
- 1989 : Kiam Parizo estis Parizo ankaux por ni esperantistoj, premier film musical en Espéranto
- 1990 : Kinarto kaj ni
- 1995 : La Laŭzana polico prezentas sin
- 1995 : La ega kesteto
- 1995 : Kongresa filmo : Tampereo
- 1997 : La Alpoj Svisaj : dokumenta filmo
- 1997 : Espere despere, trois drames en un acte sur les 110 ans de la langue
- 1998 : Kongresa filmo : Montpeliero
- 1998 : La muzikskatoloj : 200-jara historio
- 1999 : Tra la Tanzania lando per sia esperantistaro
- 2004 : Flying an Octopus (Flugigi polpon)[1]
- 2005 : Raqs Sharqi Lubnani (Orienta dancado)[2]
- 2006 : Gerda malaperis, la filmo
- 2007 : La Patro
- 2013 : Esperanto de Jean-Dominique Gautier, film documentaire sur le mouvement espérantophone

### Courts-métrages en espéranto
- 1997 : La eta knabino
- 2002 : Kio Okazas
- 2002 : Murdoj en la Kastelo
- 2002 : La Tukoj
- 2006 : La duonokulvitro[3]
- 2011-2015 : La Mortiga Fuĝo tra Spaco kaj Tempo[4]

### Films contenant de l'espéranto
- 1911 : Manifestation en faveur de la langue espéranto[5]
- 1939 : La Ronde des pantins (Idiot's Delight) : L'histoire se passe dans un pays d'Europe où l'espéranto est la langue nationale.
- 1939 : Lady of the tropics
- 1940 : Le Dictateur de Charlie Chaplin : il décida d'écrire les enseignes du ghetto juif en espéranto, plutôt qu'en allemand afin de laisser les spectateurs faire eux-mêmes le lien avec l'Allemagne nazie.[réf. nécessaire]
- 1940 : En route vers Singapour : Une chanson en espéranto.
- Memmortigo
- 1959 : Jan Arima no shûgeki : Film japonais, où les ennemis parlent en espéranto, au lieu du portugais, afin de ne pas choquer les Portugais.
- 1960 : Le Diabolique Docteur Mabuse : Le film de Fritz Lang est tiré d'une nouvelle écrite en espéranto par Jean Forge. L'auteur a également produit des films en espéranto, qui ne semblent pas avoir survécu.
- 1976 : La ciutat cremada : Une scène représente des travailleurs anarchistes apprenant l'espéranto.
- 1984 : Blistajuŝĉij mir
- 1985 : Train de nuit dans la Voie lactée : Film d'animation contemplatif, fondé sur une nouvelle dont l'auteur était favorable à la langue. Tout ce qui est écrit l'est en espéranto.
- 1987 : Vec vidjeno : L'un des personnages est enseignant d'espéranto.
- 1997 : Bienvenue à Gattaca : Les annonces du complexe sont en espéranto puis en anglais dans la version originale du film.
- 2004 : El coche de pedales : L'un des personnages est enseignant d'espéranto.
- 2004 : Blade: Trinity : Un petit dialogue en espéranto, quelques signes sont bilingues, le drapeau de l'espéranto est également présent. On peut également voir une télévision où passe le film Incubus.
- 2005 : Glossolalie d'Érik Bullot : Un dialogue et des chansons entre une mère et sa fille. Cette dernière a appris l'espéranto comme langue maternelle.
- 2016 : Captain Fantastic : Film avec Viggo Mortensen qui incarne un père de famille dont les enfants sont élevés dans la nature, et ont appris différentes langues en autodidacte, dont l’espéranto.
- 2020 : L'Incroyable Histoire de l'Île de la Rose indique que l'espéranto fut choisi comme langue de cette micronation.

## Festivals
- Festival de Maribor